# Ces enfants de ma vie
 (octobre 2022).
La mise en forme du texte ne suit pas les recommandations de Wikipédia : il faut le « wikifier ».
Les points d'amélioration suivants sont les cas les plus fréquents :
- Les titres sont pré-formatés par le logiciel. Ils ne sont ni en capitales, ni en gras.
- Le texte ne doit pas être écrit en capitales (les noms de famille non plus), ni en gras, ni en italique, ni en « petit »…
- Le gras n'est utilisé que pour surligner le titre de l'article dans l'introduction, une seule fois.
- L'italique est rarement utilisé : mots en langue étrangère, titres d'œuvres, noms de bateaux, etc.
- Les citations ne sont pas en italique mais en corps de texte normal. Elles sont entourées par des guillemets français : « et ».
- Les listes à puces sont à éviter, des paragraphes rédigés étant largement préférés. Les tableaux sont à réserver à la présentation de données structurées (résultats, etc.).
- Les appels de note de bas de page (petits chiffres en exposant, introduits par l'outil «  Source ») sont à placer entre la fin de phrase et le point final[comme ça].
- Les liens internes (vers d'autres articles de Wikipédia) sont à choisir avec parcimonie. Créez des liens vers des articles approfondissant le sujet. Les termes génériques sans rapport avec le sujet sont à éviter, ainsi que les répétitions de liens vers un même terme.
- Les liens externes sont à placer uniquement dans une section « Liens externes », à la fin de l'article. Ces liens sont à choisir avec parcimonie suivant les règles définies. Si un lien sert de source à l'article, son insertion dans le texte est à faire par les notes de bas de page.
- La présentation des références doit suivre les conventions bibliographiques. Il est recommandé d'utiliser les modèles {{Ouvrage}}, {{Chapitre}}, {{Article}}, {{Lien web}} et/ou {{Bibliographie}}. Le mode d'édition visuel peut mettre en forme automatiquement les références.
- Insérer une infobox (cadre d'informations à droite) n'est pas obligatoire pour parachever la mise en page.

Pour une aide détaillée, merci de consulter Aide:Wikification.
Si vous pensez que ces points ont été résolus, vous pouvez retirer ce bandeau et améliorer la mise en forme d'un autre article.
Ces enfants de ma vie est une œuvre de Gabrielle Roy publiée en 1977 qui a été traduite en anglais sous le titre Children of My Heart en 1979. Récipiendaire du prix du Gouverneur-général, ce livre permet la redécouverte de l’écrivaine qui avait vu ses textes postérieurs à Bonheur d’occasion boudés par le grand public et décriés par la critique. Cette dernière « voit dans la prose limpide des portraits qui composent Ces enfants de ma vie non plus une forme de mièvrerie, mais plutôt une œuvre de maturité. »
Tantôt qualifié de recueil de nouvelles, de roman ou d’écrit autobiographique, le texte relate par une narration autodiégétique différentes expériences vécues par une jeune institutrice canadienne dans la première moitié du XXe siècle. Adoptant une tonalité intimiste, le texte s’intéresse aux petits, c’est-à-dire aux enfants et plus précisément à ceux qui évoluent dans la misère. Par le biais de six segments, « Vincento », « L’enfant de Noël », « L’alouette », « Demetrioff », « La maison gardée » et « De la truite dans l’eau glacée », l’œuvre explore comment l’enseignement donne lieu à des apprentissages réciproques entre la maîtresse d’école et ses élèves.

## Résumé

### Vincento
Ce récit liminaire, qui est aussi le plus court de l’ouvrage, débute au matin de la rentrée scolaire. Chargée de « la classe des tout-petits » (EV, p. 9), l’enseignante voit défiler une série d’enfants aux attitudes diverses avant de s’attarder plus longuement au dernier arrivé : Vincento, un jeune immigrant italien nouvellement arrivé au Canada qui ne maîtrise que sa langue maternelle. Terrorisé à l’idée de se retrouver dans ce lieu inconnu, il assène des coups de pied à l’enseignante dès qu’elle le sépare de son père. Vivant en quelque sorte un exil double, l’enfant se retrouve à la fois arraché de sa terre natale et de sa famille : « Il ne fut plus qu’une petite créature brisée, sans soutien ni ami dans un monde étranger » (EV, p. 13). 
À la suite de cet élan de violence, la narratrice tente de distraire ses élèves en leur enjoignant d'aller dessiner leur maison au tableau. Les enfants s’exécutant, l’institutrice interpelle Vincento pour qu’il fasse de même ce qui suscite un second élan de violence. Découragée, la jeune femme revient à l’école après l’heure de dîner pour retrouver Vincento dont la haine, contre toute attente, s’est muée en affection débordante. 
Le premier récit se termine par la phrase suivante: « Pourtant... ensuite... passée cette journée de violence... je ne me rappelle plus grand-chose de mon petit Vincento... tout le reste fondu sans doute en une égale douceur » (EV, p. 16). L’abondance d’aposiopèses illustre les trous de mémoire, évoquant l’imprécision de toute tentative de remémoration.

### L’enfant de Noël
Dans le second récit, la narration s’intéresse en particulier à Clair, un enfant studieux qui veut plaire à tout prix à la narratrice. À l’approche de Noël, l’élève devient complètement attristé à l’idée de ne pas pouvoir offrir un cadeau à son enseignante à l’instar de ses camarades de classe. En effet, Clair est particulièrement démuni puisqu’il est élevé par une mère monoparentale qui travaille sans cesse pour joindre les deux bouts. 
Cependant, le jour de Noël, la narratrice reçoit une visite inattendue alors qu’elle célèbre en compagnie de sa sœur et de sa mère : Clair est venu lui porter un mouchoir de toile d’Irlande. La seule présence du jeune visiteur est en soi un cadeau surtout pour la mère de l’enseignante : « En ce jour, à cette heure, est-ce qu’il ne rapportait pas un peu de l’enfance de ses enfants devenus vieux, malades ou disparus dans la mort? » (EV, p. 32) Le jeune garçon repart ensuite dans la tempête pour retourner fêter avec sa mère. 
Comme le souligne Paul Socken, « L’enfant de Noël » met en exergue l’idée d’un « cycle de générosité ». Cela est particulièrement visible dans l’extrait suivant : « Mes élèves, par leurs joies, me redonnaient celles de mon enfance. Pour boucler le jeu, je cherchais à magnifier la leur afin qu’elle les accompagnât aussi tout au long de leur vie » (EV, p. 27). Ainsi, l’enfance apparaît ici et dans l’ensemble de l’ouvrage comme un état de pureté qu’il faut tenter de retrouver en soi à l’âge adulte. 

### L’alouette
Dans « L’alouette », la narratrice s’intéresse particulièrement au cas de Nil, un garçon de six ans et demi d’origine ukrainienne qui possède une voix transcendante. Quand le Principal de l’école l’entend chanter au début du récit, il dit à l’institutrice : « Voilà donc qu’avec vos trente-huit moineaux, vous avez hérité cette année d’une alouette des champs. Connaissez-vous cet oiseau? Qu’il chante, et il n’y a pas de cœur qui ne se sente allégé! » (EV, p. 38) La narratrice découvre, ensuite, que Nil tient ce don de sa mère, Paraskovia Galïa, qui lui a enseigné plusieurs chants ukrainiens. 
L’institutrice amène Nil pour qu’il émerveille sa mère en convalescence par ses chansons. Ils retentent ensuite l’expérience avec les vieillards d’un hospice de la ville. Toutefois, cette visite n’a pas tout à fait l’effet escompté. La narratrice pense après coup : « Alors je me dis que c’était trop cruel à la fin et que jamais plus je n’emmènerais Nil pour rappeler l’espoir. » (EV, p. 48) Néanmoins, à la demande du Principal, le garçon, accompagné de son enseignante, se rend à l’hôpital psychiatrique pour y performer devant les patients. L’enfant est alors confronté de façon plus insistante au « terrible bonheur qu’il avait déchaîné » (EV, p. 49).
Comme le remarque Socken, la plume de Roy montre que « le rêve est parfois inaccessible, et le décalage entre le rêve et la réalité insupportable. » Le récit se termine par l’institutrice qui se rend à la maison de Nil pour y entendre les voix de la mère et du fils s’épanouir à l’unisson. La beauté du chant se détache du « bidonville » (EV, p. 51) pour créer une image contrastée. 

### Demetrioff
Le quatrième récit de Ces enfants de ma vie traite des Demetrioff, une famille immigrante russe qui pâtit d’une mauvaise réputation à l’école. L’une des collègues de la narratrice va jusqu’à décrire leur demeure comme un antre inquiétant : « La tannerie [du père Demetrioff] c’est une espèce de trou sombre où l’on entend gronder de l’eau et où on aperçoit, noirs comme des démons, s’agiter les enfants Demetrioff sous les jurons du père. » (EV, p. 56) La fratrie étant assimilée à des « démons », la narratrice ne peut que redouter le cadet qui  se retrouve dans sa classe. Néanmoins, ce dernier se distingue du reste de son ménage par un talent exceptionnel pour la calligraphie. Cette faculté de copiste achèvera d’attendrir le père violent qui, voyant son fils s’exécuter le jour de la rencontre des parents, lui lance un sourire qui « parût être le premier à passer entre ces deux visages. » (EV, p. 77)
Le geste d’écriture devient ici une manifestation artistique plus picturale que textuelle puisque l’enfant ne maîtrise pas la langue dont il reproduit les lettres. Pour Socken, ce dénouement montre comment l’acte d’écrire, tel un rite, peut rapprocher les êtres. 

### La maison gardée
L’histoire de « La maison gardée » se déroule dans un village de fermiers de l’Ouest canadien lors de la « première année de la Grande Dépression » (EV, p. 82). L’institutrice s’attache particulièrement à André Pasquier, un enfant de dix ans qui a de la difficulté à se concentrer en classe parce qu’il est épuisé de travailler à la ferme familiale. L’enseignante, déterminée à ce qu’il persévère, doit se rendre à l’évidence que ses efforts sont vains quand elle réalise que son élève à des préoccupations beaucoup plus urgentes que ses leçons, « comme si les rôles étaient renversés et que c’était [elle] l’enfant à qui on avait à ouvrir les yeux sur les dures réalités » (EV, p. 97). Le père d’André allant travailler dans le Nord et sa mère étant clouée au lit en raison d’une grossesse difficile, le jeune garçon n’a d’autre choix que d’abandonner l’école. 
Étant demeurée sans nouvelles de la famille Pasquier pendant des mois, la narratrice décide de se rendre à leur ferme. André, son petit frère et sa mère sont ravis de l’accueillir et l’invitent même à y passer la nuit. En voyant l’harmonie et la bienveillance qui règnent dans cette modeste demeure, l’institutrice comprend que le sacrifice de son jeune élève était nécessaire et qu’elle peut repartir l’esprit tranquille. 
Dans cet avant-dernier récit, l’espace sauvage et presque inhabité exerce une attraction particulière sur la narratrice. Si le village décrépit lui évoque le désespoir, au contraire, « le bout de route de terre qui s’élevait légèrement tout en tournant un peu sur lui-même et aussitôt se perdait dans l’infini » lui redonne confiance : « Pourquoi dans un pays si jeune l’espoir nous vient-il d’espaces déserts et du merveilleux silence! » (EV, p. 82). Cette fascination pour les territoires en marge de la civilisation s’intensifie dans le récit final. 

### De la truite dans l’eau glacée
« De la truite dans l’eau glacée » est le segment le plus volumineux et celui qui clôt l’ouvrage. La narratrice alors âgée de dix-huit ans vient de « prendre [son] poste dans [un] village isolé de la plaine » (EV, p. 115), l’institutrice alors âgée de dix-huit ans (seul endroit où l’âge de la narratrice est mentionné) bâtit une relation ambiguë avec Médéric Eymard, élève rebelle à la veille de ses quatorze-ans. Face au caractère « insaisissable » (EV, p. 121) et « indiscipliné » (EV, p. 121) de cet adolescent, elle tente désespérément de lui enseigner. Or, la jeunesse de la narratrice rend la tâche complexe : « Mais bien souvent aussi ses rêveries l’emportaient vers le refuge hors d’atteinte que se construit l’enfant à son âge le plus vulnérable. Et ce fut de ces voyages-là que j’eus bientôt le plus de scrupule à le distraire. J’en étais à peine moi-même guérie, à peine sortie des rêves de l’adolescence, si mal encore résignée à la vie d’adulte […] » (EV, p. 122).
Un jour, intriguée par les collines qui fascinent Médéric, la jeune femme accepte de s’y rendre avec lui. C’est lors de cette expédition qu’elle est témoin du phénomène étrange à l’origine du titre du récit : les truites à la source du ruisseau se laissent prendre et caresser. Après cette escapade en nature, le père de Médéric invite la narratrice à dîner chez lui. Rodrigue Eymard est un homme vil reconnu pour ses excès depuis la disparition de son épouse, une femme métisse qu’il avait enlevée. Lors de cette soirée, l’homme ne cesse de faire des allusions déplacées sur une union potentielle entre son fils et la narratrice. Profondément mal à l’aise, les jeunes gens quittent abruptement la demeure. Durant le trajet, la tempête brouille leurs repères et ils se croient perdus. Les deux êtres vivent alors un moment d’intimité plein de retenue : « Son regard me révéla un étonnement infini et une tendresse douce comme on n’en voit jamais plus dans l’amour satisfait ni même dans celui qui se reconnaît amour. » (EV, p. 161) Après cet épisode, « [r]ien ne fut plus jamais comme auparavant » (EV, p. 165). Animé par des sentiments nouveaux pour son enseignante, Médéric l’invite à faire des sorties en sa compagnie. Or, la narratrice refuse puisqu’elle tente d’instituer une distance professionnelle entre eux. Contrarié, Médéric ne revient plus à l’école au grand dam de son enseignante.
Lors d’une journée printanière, il réapparaît et a toutes les peines du monde à s’exprimer, mais ses yeux révèlent « la souffrance du premier amour » (EV, p. 175). À la fin de juin, la narratrice souhaite revoir Médéric avant son départ pour la ville où elle a obtenu un nouveau poste. Une fois à bord du train, elle pense ne jamais le revoir, mais c’est avec surprise qu’elle le voit surgir sur sa fidèle monture pour lui lancer un « énorme bouquet des champs » (EV, p. 184) en guise d’adieu.
« De la truite dans l’eau glacée » investit, à l’instar des cinq autres segments, la thématique de l’identité masculine. Toutefois, c’est dans ce récit final où la transformation de cette identité est la plus tumultueuse. En effet, Médéric est tiraillé entre deux pôles, celui de l’enfance et celui de l’âge adulte : « Jamais encore je n’avais vu pareillement enchaînés, jusqu’à ce que l’un l’emporte sur l’autre, l’homme et l’enfant, et je pense avoir éprouvé de la peine pour tous deux qui paraissaient si mal faits pour marcher de compagnie » (EV, p. 174). Pris dans cette période confuse qu’est l’adolescence, l’élève est habité par des forces antagonistes. Le combat intérieur qui anime le jeune homme fait écho à celui qui poursuit la narratrice. Comme l’a relevé Socken : « Médéric représente sa propre jeunesse qu’elle se sent sur le point de perdre ou du moins de compromettre. » Devenir adulte est bel et bien une tare dans l’esprit de la narratrice : « D’où vient que l’on a tant de peine à voir transparaître l’homme dans un visage d’enfant alors que c’est la plus belle chose du monde que de voir revenir l’enfant chez l’homme ? » (EV, p. 174) Par cette phrase interrogative qui mobilise un chiasme, le texte fait de l’enfance un idéal vers lequel il faut tendre. 

## Analyse

### Résistance à la catégorisation générique
La tentation de voir en Ces enfants de ma vie un texte à caractère autobiographique est grande puisque Gabrielle Roy a bel et bien été institutrice avant de se consacrer pleinement à l’écriture. Ainsi, Agnès Withfield et Ginette Michaud classent l’œuvre parmi les textes autobiographiques de l’écrivaine. Pourtant, Paul Socken qualifie plutôt l’œuvre de « recueil de nouvelles » et on peut lire sur la couverture de la deuxième édition du livre par Boréal l’appellation « roman ». Cette confusion générique tient entre autres au fait que le livre ne retrace pas le parcours de la protagoniste, mais présente plutôt une série de portraits. De plus, le nom de la narratrice n’est jamais mentionné. Cette omission montre que le texte ne souscrit pas au « Pacte autobiographique » décrit par Philippe Lejeune dont l’un des critères est l’équivalence narratrice-auteure. De ce fait, pour parler d’une entreprise autobiographique il aurait fallu que Roy revendique explicitement l’identité entre la narratrice et elle-même (dans une préface, par exemple). Ainsi, les lecteurs sont en présence d’un « Pacte = 0 », c’est-à-dire que le texte ne peut ni être considéré comme romanesque, ni comme autobiographique.
Michaud, pour sa part, regarde la problématique sous un autre angle. Elle explique que « [l]’écriture autobiographique chez Gabrielle Roy passe nécessairement par le rapport à l’autre […] [et que] ce rapport à l’autre est éminemment révélateur d’une position fondamentale de Roy comme écrivain et détourne déjà en lui-même l’auto-affectation ou le narcissisme de l’autobiographie classique. » Si cet autre se présente dans la figure de la mère dans La Détresse et l’enchantement, il semble revêtir des visages multiples dans Ces enfants de ma vie : ceux des élèves. Cette façon de se définir par l’altérité est, comme le rappelle Whitfield, une tendance propre à l’autobiographie féminine que Roy rejoue à même le titre de son œuvre en « insistant à la fois sur sa vie et sur ces autres qui l’ont partagée avec elle. » 

### Logique narrative dans l’enchaînement des récits
Si l’on exclut leurs thématiques communes, les six segments de Ces enfants de ma vie sont à priori assez indépendants les uns des autres puisqu’il n’y a pas de réseau référentiel qui lie les récits entre eux. Il n’en demeure pas moins que l’ordre dans lequel ils s’enchaînent dénote une certaine cohérence. En effet, ces différents épisodes de réminiscence, comme l’explique André Brochu, « s’ordonnent selon une progression chronologique à l’envers, équivalent d’une véritable remontée dans le temps, doublée d’une progression (positive, celle-là) dans l’intensité des sentiments et des problèmes mis en jeu. » De ce fait, les élèves vieillissent au fil des récits alors que l’institutrice rajeunit. Poussant la réflexion de Brochu, Whitfield souligne que ce recul dans le temps « finit par s’inscrire dans un mouvement circulaire, car l’école des garçons vers laquelle elle se dirige à la fin de l’ouvrage est précisément celle-là même que nous retrouvons dans les premiers segments. » Cette trajectoire temporelle fait écho à la crainte du vieillissement qui émaille le texte. À ce propos, on peut penser à ce passage de « L’alouette » : « De toutes les prisons que l’être humain se forge pour lui-même ou qu’il a à subir, aucune, encore aujourd’hui, ne me paraît aussi intolérable que celle où l’enferme la vieillesse. » (EV, p. 45) Cette remontée dans le temps peut donc être lue comme un refus de vieillir. C’est précisément ce qu’elle révèle lors de l’épisode de la berline : « Je fermai les yeux, mais ce n’était pas par besoin de sommeil. C’était pour mieux rêver à mon aise. Écartée maintenant l’idée de mourir ou de vieillir, je me plus à m’imaginer parcourant la vie sans prendre d’âge » (EV, p. 16).